# Dennis Taylor
Dennis Taylor (19 de janeiro de 1949) é um ex-jogador profissional de snooker. É norte-irlandês e foi campeão do mundo em 1985. Taylor é atualmente comentador desportivo para a BBC. É bem conhecido pelo sentido de humor e pelos seus óculos de tamanho exagerado. Ficou célebre quando venceu o campeonato do mundo de snooker de 1985 com a colocação da última e decisiva bola, batendo o então campeoníssimo Steve Davis numa final épica.